# Deszczowanie

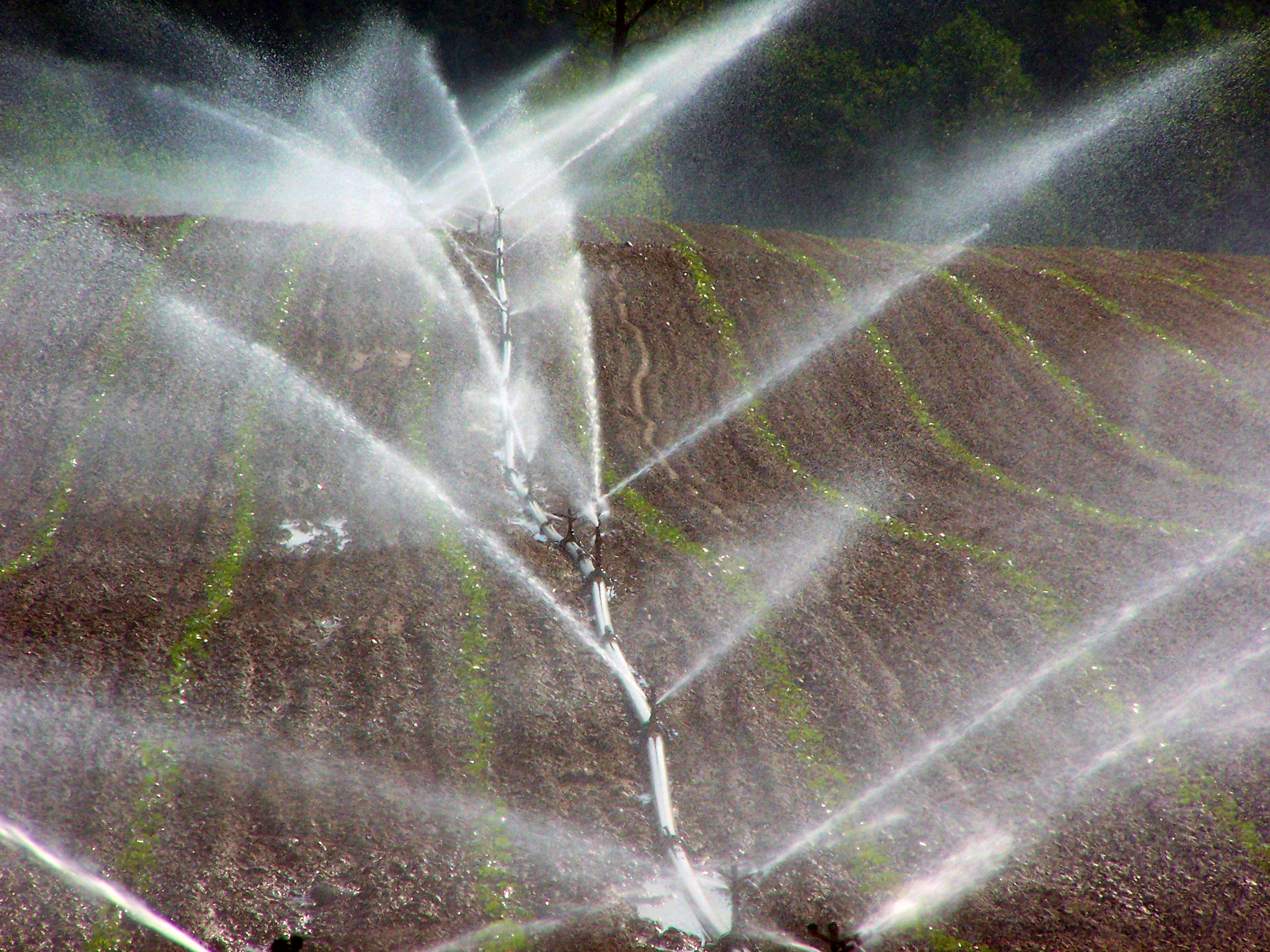
Deszczowanie uprawy truskawek.

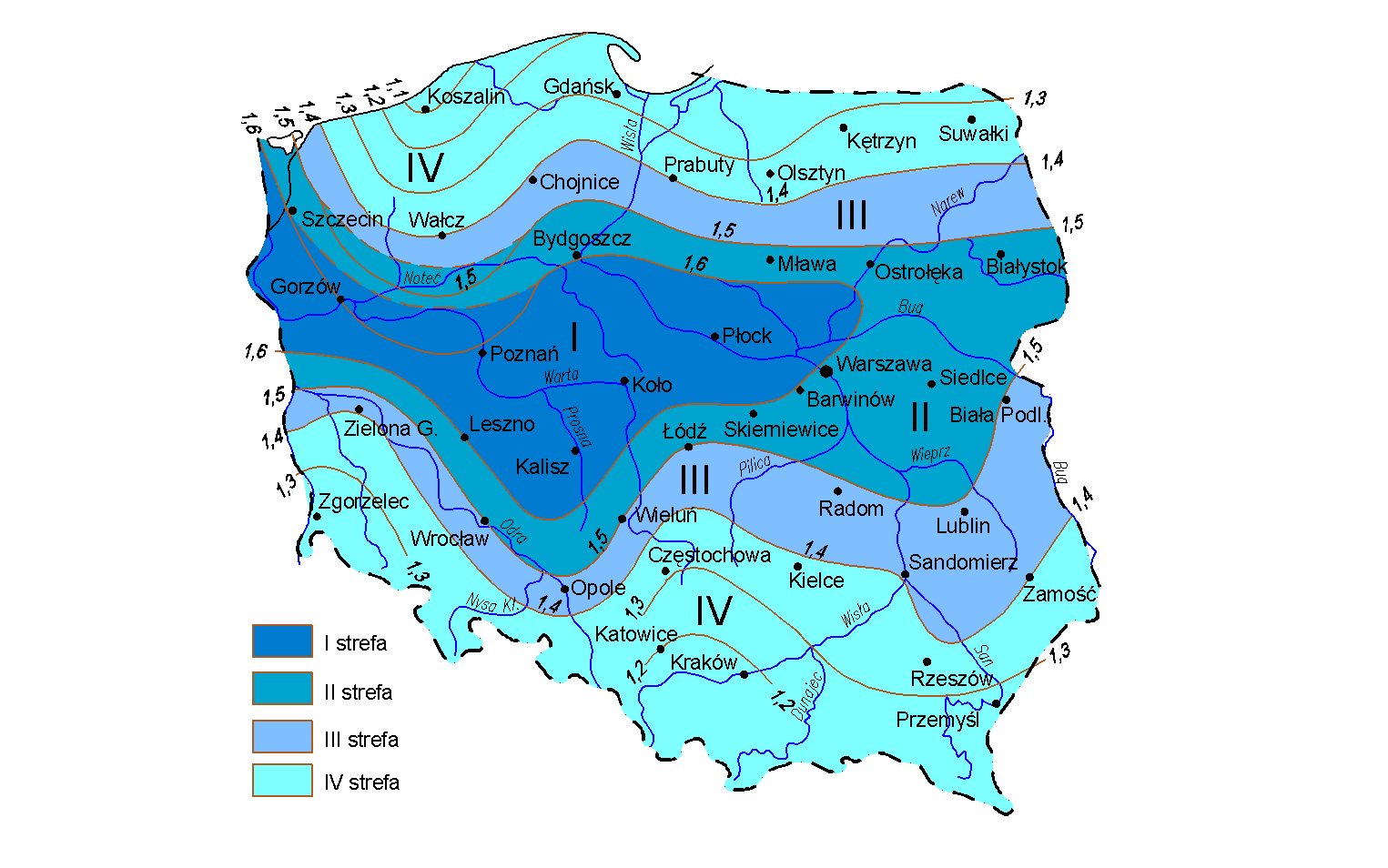
Klimatyczne strefy zróżnicowanej celowości stosowania nawodnień deszczownianych w rolnictwie na podstawie współczynników ETp/Pweg dla okresu IV – IX (układ izolinii współczynnika według Matula); I – strefa o największej celowości lokalizacji deszczowni, II – strefa o średniej celowości lokalizacji deszczowni, III – strefa o umiarkowanej celowości lokalizacji deszczowni, IV – strefa o małej celowości lokalizacji deszczowni

Deszczowanie – nawadnianie pól za pomocą sztucznego deszczu, wytwarzanego przez deszczownię.
W porównaniu z innymi systemami deszczowanie stwarza najdogodniejsze warunki do pełnej mechanizacji i automatyzacji nawadniania na dużych kompleksach gleb oraz zapewnia najoszczędniejsze dawkowanie wody i najbardziej równomierne jej rozmieszczenie na powierzchni pola. Jednocześnie przy tym systemie nawodnień nie występują straty powierzchni użytków rolnych na sieć rowów doprowadzających i odprowadzających wodę, jak też kosztowne prace związane z wyrównaniem terenu wymaganym przy innych systemach. Główne wady deszczowania to zużycie energii koniecznej do rozdeszczowania wody i wysokie koszty urządzeń technicznych. Deszczowanie służy także do równoczesnego rozprowadzania z wodą nawozów mineralnych i naturalnych oraz do deszczowania ochronnego upraw, sadów, szkółek leśnych przed przymrozkami. W sadownictwie stosuje się deszczowanie barwiące, polegające na krótkotrwałym deszczowaniu jabłoni, trwającym kilka minut, w czasie największego nasłonecznienia przez kilka kolejnych dni, w celu nadania owocom intensywnego rumieńca i zwiększenia ich wartości handlowej.
Biorąc pod uwagę cele, jakie spełnia deszczowanie można wyróżnić kilka jego typów:
- przedsiewne lub posiewne – w celu ułatwienia wschodów roślin lub ukorzenienia się sadzonek,
- nawożące pogłównie – podczas wegetacji roślin,
- ochronne – przed przymrozkami lub w celu zwalczania chwastów, chorób lub szkodników,
- produkcyjne – w okresach krytycznych gospodarki wodnej roślin w celu zwiększenia plonów i zapobiegania klęsce posuch,
- uprawowe – w celu ułatwienia wykonania orek i in. uprawek oraz zbiorów,
- retencyjne – w okresie pozawegetacyjnym w celu zwiększenia zapasów wodnych w glebie.

Z punktu widzenia ochrony roślin przed chorobami infekcyjnymi deszczowanie jest najgorszym sposobem nawadniania. Powoduje zwilżenie całych nadziemnych pędów roślin, co sprzyja infekcji patogenów. Dla większości z nich niezbędnym warunkiem dokonania infekcji jest odpowiednio długo trwające zwilżenie powierzchni rośliny (czas zwilżenia). Z tego też powodu dochodzi do niego podczas długotrwałych opadów deszczu i deszczowania. Zwilżenie powierzchni dla większości patogenów jest konieczne także do wytwarzania zarodników, które są źródłem infekcji. Z tego powodu zaleca się nawadnianie kropelkowe bezpośrednio do gleby przy podstawie pędu rośliny.